# Stade d’eaux vives Pau Béarn Pyrénées
Le stade d’eaux vives Pau Béarn Pyrénées est un stade d'eau vive artificiel situé à Bizanos, près de Pau. Inauguré en 2009, il est le centre d'entraînement de l'équipe nationale de France de slalom. Ce fut le premier des trois sites utilisés pour la Coupe du monde de canoë slalom en 2009.  C'est aussi un parc aquatique à usage récréatif pour le grand public.

## Caractéristiques
La ville de Pau est depuis longtemps un centre d'activité du slalom français en canoë-kayak. Les rapides naturels du gave de Pau sont toujours équipés de portes de slalom suspendues. Mais le sport est de plus en plus pratiqué en eau vive artificielle, et la présence à Pau de deux médaillés olympiques, Tony Estanguet et son frère aîné Patrice, a contribué à la construction de la nouvelle installation en 2008 pour 10 millions d'euros. 
Il comprend un parcours de slalom de 300 mètres de long sur 15 mètres de large avec une pente à 2 %, un bassin de départ et d’arrivée de 7 500 m2, des gradins en amphithéâtre de 2 000 places et un tapis roulant pour revenir au départ.

Plan général du stade.

Le stade est situé à côté d'un petit barrage en amont de la ville, où il utilise l'eau de rivière détournée complétée par une recirculation pompée lorsque le débit de la rivière est faible. Le débit peut y attendre jusqu'à 15 mètres cubes par seconde.
Les canaux artificiels sont bordés de rochers encastrés dans du béton, et les déviateurs de flux réservés visibles sont des roches naturelles, donnant au parcours un aspect naturel, similaire à celui du parc olympique du Segre à La Seu d'Urgell, situé du côté catalan des Pyrénées.

## Coupes du monde
Le stade a été le lieu des épreuves des coupes du monde de slalom en 2009, 2012, 2016 et 2020.  
Pour la course de la compétition de 2009, il y avait 14 portes en aval et 6 portes en amont. La plupart des coureurs ont reculé par les portes aval n°3 et 16 afin de s'installer pour les portes amont n° 4 et 17.  
Pour la compétition de 2012, il y avait 25 portes pour les demi-finales et les finales. Pour les manches, avec seulement 18 portes, les six portes en amont étaient aux mêmes endroits mais avec des nombres inférieurs : 4, 6, 10, 12, 14 et 18. À deux endroits, une barrière a été ajoutée reliant une île à la rive droite et envoyant tout le débit autour du côté gauche de l'île. 

Configuration du stade lors de la Coupe du Monde 2009.
Configuration du stade lors de la Coupe du Monde 2012.